# SPARC64
SPARC64 — микропроцессор, разработанный компанией HAL Computer Systems и произведённый Fujitsu. Это первый процессор, использующий систему команд SPARC V9. SPARC64 был первым микропроцессором, разработанным в HAL и первым в серии процессоров SPARC64. Он работает на частотах 101 и 118 МГц. SPARC64 в основном применялись на системах Fujitsu; первыми из них были рабочие станции Fujitsu HALstation Model 330 и Model 350, созданные в 1995. В 1996 появился процессор SPARC64II (ранее известный как SPARC64+).

## SPARC64 II
SPARC64 II (SPARC64+) — процессор второго поколения в семействе SPARC64. Он работает на частотах 141 и 161 МГц. Он использовался Fujitsu в своих рабочих станциях HALstation Model 375 (141 МГц) и Model 385 (161 МГц), которые были представлены соответственно в ноябре и декабре 1996. В 1998 SPARC64 II был заменён на SPARC64 III.

## SPARC64 GP
SPARC64 GP — серия микропроцессоров, разработанная HAL и Fujitsu, которые использовались в серверах Fujitsu GP7000F и PRIMEPOWER. SPARC64 GP был продолжением разработок на основе SPARC64 II, до начала производства он также назывался SPARC64 III. SPARC64 GP работает на частотах 225, 250 и 275 МГц. Это был первый микропроцессор от HAL, поддерживающий многопроцессорность. Основными конкурентами данного процессора были HP PA-8500, IBM POWER3 и Sun UltraSPARC II. Производство SPARC64 GP началось в апреле 1998.
В 2000 появились процессоры SPARC64 GP с частотами от 400 до 563 МГц, а в 2002 — от 600 до 810 МГц.